# Dänholm

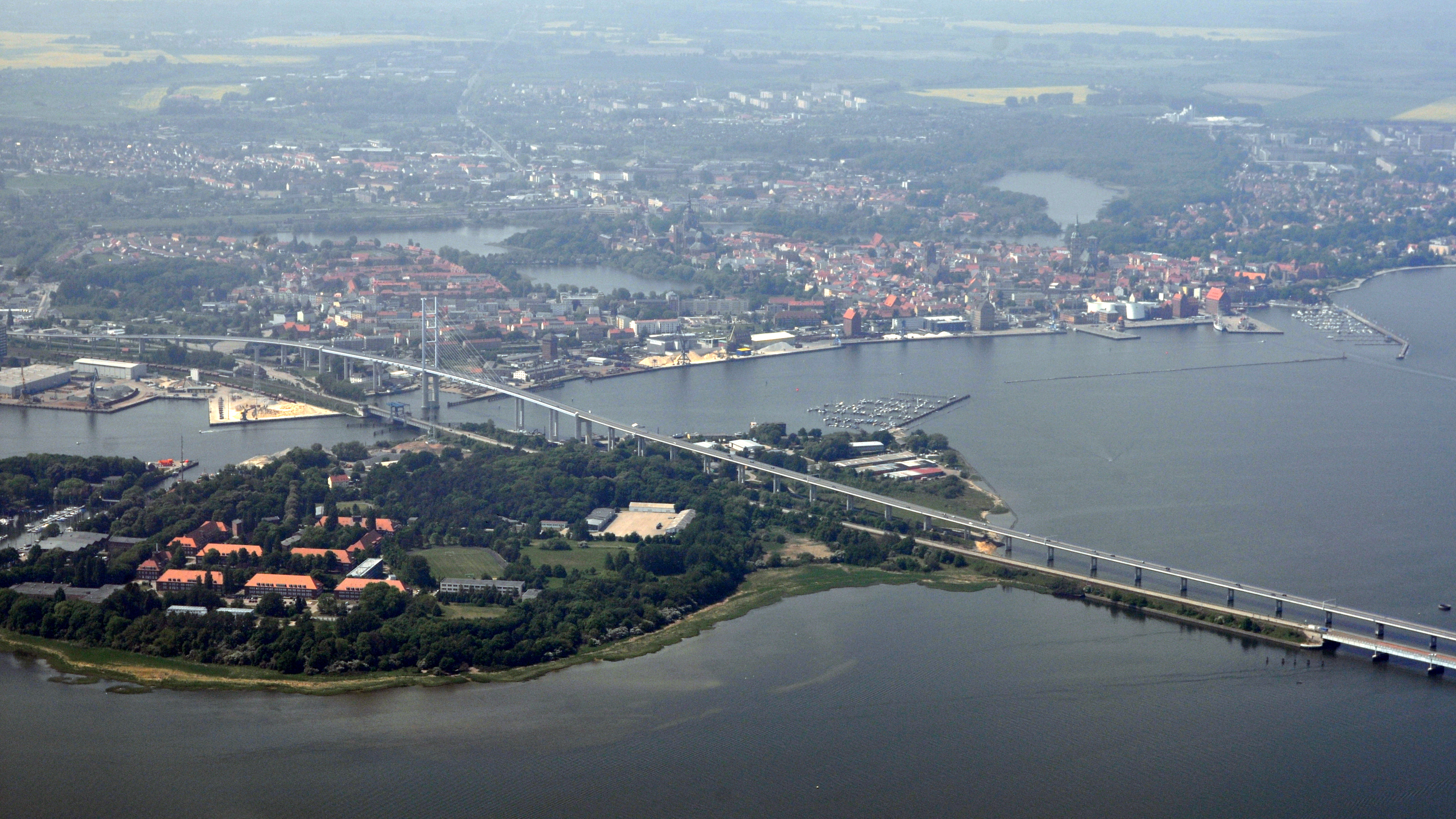
Flygfotografi över Dänholm med Rügenbron. I bakgrunden Stralsunds hamn.

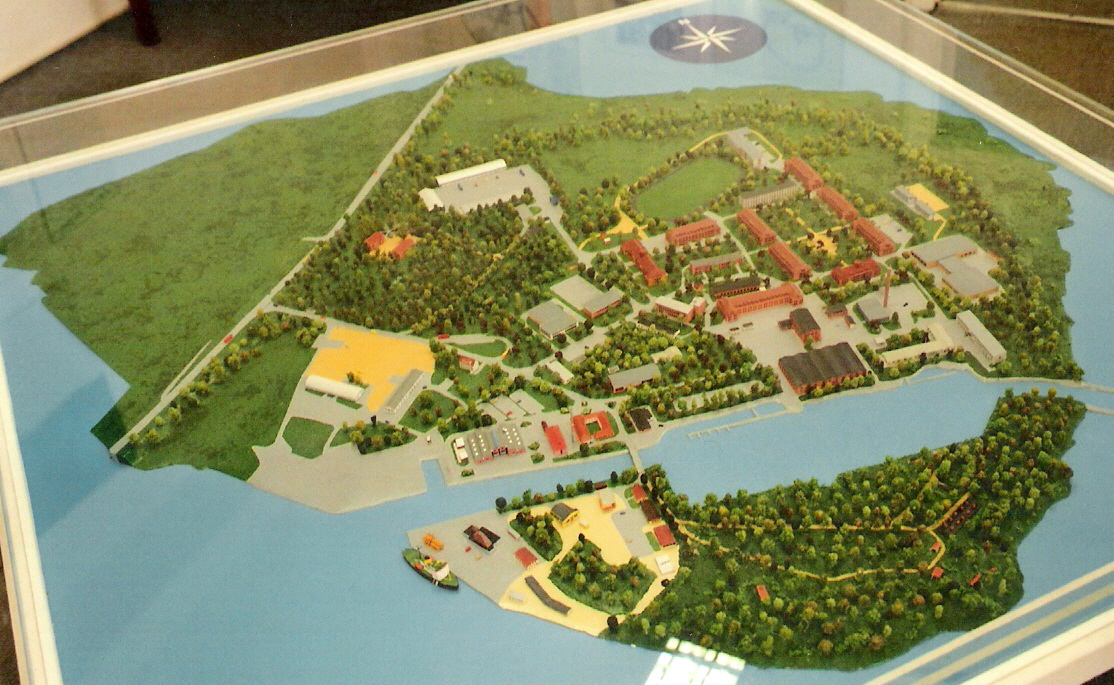
Modell över Dänholm

Dänholm, Danholm, tidigare Strela eller Stralo, är en ö i Strelasund vid Stralsund. På ön finns kaserner och fästningsverk, som spelat en viktig roll vid Stralsunds belägringar. På Axel Oxenstiernas föreställningar byggde Stralsunds borgare en skans på Dänholm år 1629, vilken Axel Lillie år 1638 förbättrade, mot stadens vilja. I oktober 1677 föll den utan vidare motstånd för kort tid i danska flottans händer, och den 17 september 1678 intogs Dänholm av Brandenburgs armé, som där byggde batterier mot Stralsund. År 1679 återkom Dänholm under svenska kronan och retrancherades år 1713, varvid också ett par batterier byggdes, men övergavs 1715 utan nödtvång av överstelöjtnant Klinckowström. År 1720 kom Dänholm än en gång i svenska händer, och 1759 uppfördes där en ny redutt. Natten till den 25 augusti 1807 överrumplades Dänholm av fransmännen och tillföll efter Napoleonkrigen Preussen.
Dänholm räknas som den preussiska och tyska flottans födelseplats. Under stora delar av 1800- och 1900-talet var ön militärt område och användes av flottan. På 2000-talet har den hyst bland annat ett marinmuseum och ett havsutforskningsmuseum.
Över Dänholm löper Rügenbron med förbundsvägen B 96 mellan Stralsund och Rügen.